# Marcantonio Giustinian (tipografo)

Stemma Giustinian

Marcantonio Giustinian (Venezia, 15 dicembre 1516 – Venezia, 25 luglio 1571) è stato un editore, tipografo e ambasciatore italiano.

## Biografia
Di sangue patrizio, era il terzo o il quarto dei sei figli maschi di Nicolò Giustinian e Andriana Molin, Non essendo interessato alle carriere svolte tradizionalmente dall'aristocrazia veneziana (militare, politica, commercio marittimo e agricoltura in terraferma), Giustinian fu attratto dall'industria libraria e nel 1545 aprì una tipografia di caratteri ebraici presso il ponte di Rialto, nella calle delli Cinque alla Giustizia Vecchia. Come marca tipografica adottò il tempio di Gerusalemme, accompagnato dal versetto ebraico "Più grande sarà la gloria di questa casa, dice il Signore degli eserciti".
Dal 1515 la tipografia veneziana in caratteri ebraici era eccellente, tale da essere considerata prima in Europa, merito dello stampatore fiammingo Daniel Bomberg. Per fargli concorrenza Giustinian si assicurò la collaborazione di alcuni esperti assistenti della stamperia di Bomberg: gli stampatori Cornelio e Daniele Adelkind, Carlo Querini, Meir di Parenzo (Mē'īr ben Jacob Parenzo), e gli incisori francesi Michel Dubois e, dal 1545, Guillaume Le Bé, che poi collaborò e fornì i caratteri ebraici al fiammingo Christophe Plantin. Bomberg, in difficoltà, fu costretto a interrompere l'attività nel 1549.
Successivamente, nel periodo in cui detenne il monopolio della stampa ebraica a Venezia, diede alle stampe 86 opere, tra le quali spicca un Talmud babilonese, basato sull'edizione originale di vent'anni prima, ma corredato di notevoli appendici; l'edizione più conosciuta è il codice di legge di Maimonide, Mishnāh Tōrāh, non per la sua qualità, ma perché da essa ebbe origine la controversia con lo stampatore Alvise Bragadin che, anche se non voluta, causò una serie di conseguenze dai risultati nefasti per la cultura ebraica.
Nel 1550 il rabbino Meir ben Isaac Katzenellenbogen di Padova (conosciuto con l'acronimo ebraico, il "Maharam" di Padova) fece pubblicare una nuova edizione di Mosè Maimonide del codice originario della legge ebraica, la Mishnāh Tōrāh. Katzenellenbogen vi investitì molto tempo, fatica e denaro nella stampa dell'edizione. Lui e suo figlio aggiunsero anche il proprio commento al testo di Maimonide. Dal momento che agli ebrei fu vietato di stampare libri nel sedicesimo secolo in Italia, Katzenellenbogen fu disponibile ad avere la sua edizione stampata da uno stampatore cristiano, Alvise Bragadini. Il principale rivale di Bragadini, Marc'Antonio Giustiniani, ha risposto mediante la pubblicazione di una edizione più economica, copiando le annotazioni del Maharam Katzenellenbogened con inclusione di una introduzione critica.
Katzenellenbogen poi chiese al Rabbino Mosè Isserles di Cracovia, massima autorità ashkenazita dell'ebraismo europeo del tempo, di vietare la distribuzione dell'edizione di Giustiniani.
Isserles dovette cimentarsi per primo con i primi principi del diritto di autore. Agli albori della stampa, la richiesta reclamata di un autore-redattore di avere un diritto esclusivo di pubblicare un determinato libro è stato il primo caso riferibile alla stampa. Inoltre, Giustiniani, come un non Ebreo, non era intrinsecamente soggetto alle regole intricate della legge ebraica applicabile alle relazioni commerciali tra gli ebrei.
La lite fra Bragadin e Giustinian si inserì nel clima di intolleranza antiebraica che stava montando in Italia, complice anche il patriziato veneziano, nonostante gli stampatori della città tentassero di opporsi all'applicazione alle norme restrittive che avrebbero danneggiato i loro affari.
Il decreto di Papa Giulio III del 12 settembre 1553 ordinò la confisca e il rogo di tutti i libri del Talmūd.
A Venezia il 18 ottobre 1553 il Consiglio dei dieci ordinò la consegna entro dieci giorni agli esecutori contro la Bestemmia non solo del Talmūd, ma anche di "ogni compendio, summario, over altra cosa dependente da esso", minacciando agli inadempienti "gravissime pene, come due anni di lavori forzati nelle galere, o cinque anni di carcere con bando perpetuo dal territorio di Venezia".

Il rogo venne effettuato il 21 ottobre 1553; fu vano anche l'appello di Giustinian al Papa per ottenere un risarcimento dei danni: nel 1573 suo figlio Antonio dichiarò che la perdita del padre nel 1553 era stata di ben 24.000 ducati. Sin dall'anno precedente la tipografia di Giustinian aveva cessato l'attività, per le conseguenze impreviste della controversia con Bragadin tanto improvvidamente sollevata solo per fare concorrenza sleale, plagiando la di lui versione del Talmud commentata dal rabbino di Padova Mē'īr Katzenellenbogen, il quale l'aveva commissionata a Bragadin dopo aver interpellato vanamente lo stesso Giustinian.
Dopo la fine della sua stamperia, Giustinian ricoprì alcune cariche politiche: fu eletto avogador di Comun il 13 dicembre 1562 e dalla metà del 1560 esercitò l'ufficio di governatore di Cefalonia.
L'8 aprile 1570 il prete Angelo Fasoli denunciò Giustinian al Sant'Uffizio, accusandolo di servirsi della sua posizione a Cefalonia per esercitare un commercio clandestino fra Venezia e l'Asia Minore, finalizzato allo smistamento dei testi ebraici sfuggiti a una confisca di circa 20.000 volumi, ordinata nel 1568 dagli esecutori contro la Bestemmia.
Assieme a Michele Membrè e del cartografo Giacomo Gastaldi, collaboratori di Giovan Battista Ramusio (1485-1557), il compilatore della celebre raccolta Navigationi et viaggi, il quale aveva fatto tradurre in latino parte del Taqwı-m al-bulda-n intraprese una spregiudicata iniziativa editoriale, la stampa di una rappresentazione della superficie sferica del mondo in una figura a forma di cuore, soprattutto per il mercato della Sublime porta.
Morì a Venezia il 25 luglio 1571. Dispose di essere sepolto, con il saio francescano, ai Frari, nell'arca di famiglia "alla porta di meza giexia".

## Famiglia
Marcantonio Giustinian era il terzo o quarto dei sei figli maschi di Nicolò Giustinian e di Andriana Molin di Alvise;
si sposò nel 1550 con Pisana Donà ed ebbe un figlio, Antonio Giustinian.